# Ryszard Stanibuła
Ryszard Zbigniew Stanibuła, né le 24 octobre ou le 24 novembre 1950 à Rachanie et mort le 9 février 2025, est un homme politique polonais. 
Il a été formé à l'académie agricole à Lublin en 1976. Il plus tard a étudié le droit de l'agriculture en France. Stanibula représente la circonscription de HafsaLublin au Sejm.  Il est également un membre du syndicat national des pompiers. 